# Arvo Kinnari
Arvo Ilkka Kinnari (ur. 13 września 1943 w Sakkola) – fiński biathlonista. Urodził się w miejscowości Sakkola w Karelii (obecnie Gromowo w Rosji), jednak wychował się w Lempäälä. Karierę sportową rozpoczął od trenowania biegów narciarskich. W trakcie służby w armii zaczął trenować biathlon. W 1968 roku wystartował na igrzyskach olimpijskich w Grenoble, zajmując piąte miejsce zarówno w biegu indywidualnym jak i w sztafecie. Piąte miejsce w biegu indywidualnym było najlepszym wynikiem wśród reprezentantów Finlandii na tych igrzyskach. Nigdy nie wystąpił w zawodach Pucharu Świata.
Mieszka w Kitee. Po zakończeniu kariery sportowca pracował w straży granicznej oraz jako trener narciarski.

## Osiągnięcia

### Igrzyska olimpijskie
| Rok  | Miejscowość | Konkurencje | Konkurencje | Konkurencje | Konkurencje | Konkurencje | Konkurencje | Konkurencje |
| Rok  | Miejscowość | IN          | SP          | PU          | MS          | RL          | MR          | SR          |
| ---- | ----------- | ----------- | ----------- | ----------- | ----------- | ----------- | ----------- | ----------- |
| 1968 | Grenoble    | 5.          | nd.         | nd.         | nd.         | 5.          | nd.         | –           |